# Forestglade
Das Forestglade Festival war ein von 1995 bis 2012 im burgenländischen Ort Wiesen stattfindendes Rockfestival mit jeweils internationaler Besetzung.

## Geschichte
Das 1995 von „Festival-Papst“ Franz Bogner initiierte Musikfestival mauserte sich zwischenzeitlich zum beliebtesten Alternativfest Österreichs. Stars wie Bush, Die Toten Hosen, Nine Inch Nails, Faithless, Rammstein, Marilyn Manson etc. traten hier auf.
2004 traten unter anderem Placebo, Turbonegro, Iggy Pop & The Stooges, Cypress Hill, Kosheen, The (International) Noise Conspiracy, Die Sportfreunde Stiller, Wir sind Helden und Tomte auf.
Im Jahre 2005 feierte das Forestglade sein 10-jähriges Bestehen. In diesem Jahr fand das Forestglade vom 15. bis zum 17. Juli statt. Vertreten waren unter anderem Garbage, New Model Army, Starsailor, Adam Green, Sum 41, Fettes Brot, Mando Diao, Seeed, Tocotronic, Therapy?, The Hives, The Frames.
Seinen Ruf als das Festival Österreichs musste es in den letzten Jahren allerdings durch die Konkurrenz mit Festivals wie Nova Rock, Frequency, Nuke, aber auch das, ebenfalls am Wiesengelände stattfindende, Two Days a Week einbüßen. Allgemein hatte Wiesen im Wettstreit mit anderen Festivals das Problem des recht geringen Platzes, bot dafür aber einen überschaubaren Rahmen und einen Komfort, den man auf größeren Festivalspielstätten selten vorfindet.
Das Forestglade 2006 musste wegen schwerer Unwetter am Vortag abgesagt werden.
2007 fand sich kein Veranstalter, der es riskieren wollte, mit den Megafestivals wie Nova Rock und Frequency zu konkurrieren, und so fand erstmals seit Gründung 1995 kein Forestglade statt, jedoch wurde am gewohnten Datum das State Of The Heart Festival präsentiert.
2010 fand das Festival vom 16. bis zum 17. Juli wieder statt. Es traten unter anderen folgende Bands auf: Die Fantastischen Vier, Faith No More, Gossip, The Cranberries, Therapy? und New Model Army.
Mit dem Festival 2012 endete die Forestglade-Ära. Bei diesem Konzert traten unter anderem Therapy?, Billy Idol und Incubus auf.
Am 11. Juli 2025 fand zum 30-jährigen Jubiläum das "REMEMBER Forestglade" unter dem Motto "... when we were wild and young" im Schlosspark Esterházy statt. Es soll von nun an jährlich stattfinden und stellt eine Art Lovely Days für die nächste Generation dar.

## Line-Ups

### 1995
(Festivalgelände Wiesen, Burgenland)
| Samstag, 28. Juli                  | Sonntag, 29. Juli |
| ---------------------------------- | ----------------- |
| Carter the Unstoppable Sex Machine | Birdbrain         |
| Clouds Over Chrysler               | Chumbawamba       |
| Electric Eels                      | Element of Crime  |
| H-Blockx                           | New Model Army    |
| Selig                              | Stiltskin         |
| The Godfathers                     |                   |
| Therapy?                           |                   |
| Quelle:                            |                   |

### 1996
| Freitag, 26. Juli      | Samstag, 27. Juli           |
| ---------------------- | --------------------------- |
| Burning Heads          | Ballyhoo                    |
| dEUS                   | Dirty Three                 |
| Die Fantastischen Vier | Nação Zumbi                 |
| Die Toten Hosen        | Nick Cave and the Bad Seeds |
| Distorted Picture      | Skunk Anansie               |
| Senser                 | Such a Surge                |
| Terrorvision           | The Pogues                  |

### 1997
| Freitag, 18. Juli    | Samstag, 19. Juli |
| -------------------- | ----------------- |
| 3 Colours Red        | Fettes Brot       |
| Paradise Now!        | Galloway          |
| Sabrina Setlur       | Mastalsky         |
| Shihad               | NOFX              |
| The Sisters Of Mercy | Placebo           |
| Type O Negative      | Therapy?          |
|                      | Tiananmen         |

### 1998
| Freitag, 17. Juli | Samstag, 18. Juli  | Sonntag, 19. Juli |
| ----------------- | ------------------ | ----------------- |
| Ash               | Bullyrag           | Garish            |
| Freundeskreis     | Chumbawamba        | Heinz aus Wien    |
| H-Blockx          | Fünf Sterne deluxe | Pulp              |
| K’s Choice        | Guano Apes         | Such a Surge      |
| Paradise Lost     | J.B.O.             | The Bates         |
| Roh               | Rammstein          | The Cure          |
| Vivid             |                    | Tito & Tarantula  |

### 1999
| Freitag, 2. Juli       | Samstag, 3. Juli          | Sonntag, 4. Juli |
| ---------------------- | ------------------------- | ---------------- |
| Beginner               | dEUS                      | Bananafishbones  |
| Bloodhound Gang        | Facelift                  | Floodland        |
| Creed                  | Glow                      | Heiligenblut     |
| Die Fantastischen Vier | Guano Apes                | Live             |
| Fettes Brot            | HIM                       | Marilyn Manson   |
| Le Craval              | Justin Sullivan & Friends | Molotov          |
| Tito & Tarantula       | Liquido                   | Paradise Now!    |
|                        | New Model Army            |                  |
|                        | Oysterband                |                  |
|                        | Schönheitsfehler          |                  |

### 2000
| Freitag, 7. Juli | Samstag, 8. Juli     | Sonntag, 9. Juli |
| ---------------- | -------------------- | ---------------- |
| Blumentopf       | Clawfinger           | Dog Eat Dog      |
| Guano Apes       | EELS                 | Dynamite Deluxe  |
| Keith Caputo     | Ferris MC            | HIM              |
| Knorkator        | Fünf Sterne deluxe   | J.B.O.           |
| Nina Hagen       | Natural Born Hippies | Les Babacools    |
| Schweisser       | Nine Inch Nails      | Reamonn          |
| Tocotronic       | Schweisser           | Subway to Sally  |
| Zeronic          | Such a Surge         | Texta            |
|                  | The Bates            | Therapy?         |
|                  |                      | Urban Ego        |

### 2001
| Freitag, 6. Juli | Samstag, 7. Juli | Sonntag, 8. Juli |
| ---------------- | ---------------- | ---------------- |
| Cortizone        | Ash              | 100 Demons       |
| Denyo 77         | blackmail        | Die Happy        |
| Fantômas         | H-Blockx         | Dog Eat Dog      |
| Goldfinger       | Lax Alex Contrax | Glow             |
| Ignite           | New Model Army   | Ignite           |
| Massive Töne     | Shy              | Oomph!           |
| Placebo          | SPN-X            | OPM              |
| Sub7even         | Terrorgruppe     | PJ Harvey        |
| Therapy?         | Thomas D         | Söhne Mannheims  |
|                  | Thumb            | Vision           |

### 2002
| Freitag, 7. Juli     | Samstag, 8. Juli             | Sonntag, 9. Juli                |
| -------------------- | ---------------------------- | ------------------------------- |
| A                    | Dropkick Murphys             | CAKE                            |
| Beatsteaks           | Echophonic                   | Die Toten Hosen                 |
| Bush                 | Faithless                    | Dover                           |
| Die Falschen Freunde | Fettes Brot                  | Emil Bulls                      |
| Donots               | H-Blockx                     | Garish                          |
| Rival Schools        | Heather Nova                 | Less Than Jake                  |
| Samy Deluxe          | Mercury Rev                  | Myballoon                       |
| Tito & Tarantula     | NoMeansNo                    | Strife                          |
| Unwritten Law        | Sense Field                  | The Jon Spencer Blues Explosion |
| Zeronic              | Shane MacGowan and the Popes |                                 |

### 2003
| Freitag, 4. Juli            | Samstag, 5. Juli         | Sonntag, 6. Juli |
| --------------------------- | ------------------------ | ---------------- |
| Danko Jones                 | Donots                   | Aereogramme      |
| Emil Bulls                  | Farin Urlaub Racing Team | Cypress Hill     |
| Exilia                      | Krezip                   | Feeder           |
| Guano Apes                  | Millencolin              | Kettcar          |
| Heinz aus Wien              | Saybia                   | Prong            |
| Rollins Band                | The Datsuns              | Sincere          |
| The Cardigans               | Therapy?                 | Soulfly          |
| The Mighty Mighty Bosstones | Underwater Circus        | The Flaming Lips |
| Tricky                      |                          | Turin Brakes     |
| Underworld                  |                          | Type O Negative  |

### 2004
| Freitag, 9. Juli                     | Samstag, 10. Juli           | Sonntag, 11. Juli    |
| ------------------------------------ | --------------------------- | -------------------- |
| Colour of Fire                       | Beatsteaks                  | Danko Jones          |
| Fireball Ministry                    | Black Rebel Motorcycle Club | Electric Eel Shock   |
| Mother Tongue                        | Cypress Hill                | Iggy and The Stooges |
| Placebo                              | In Flames                   | Julia                |
| Sportfreunde Stiller                 | Lambretta                   | Kosheen              |
| Terrorgruppe                         | She-Male Trouble            | Mustasch             |
| The (International) Noise Conspiracy | Ska-P                       | Oomph!               |
| Tigerbeat                            | Virginia Jetzt!             | Tomte                |
|                                      | Wir sind Helden             | Turbonegro           |

### 2005
| Freitag, 15. Juli | Samstag, 16. Juli           | Sonntag, 17. Juli |
| ----------------- | --------------------------- | ----------------- |
| Adam Green        | Garbage                     | Die Happy         |
| Facelift          | Mando Diao                  | Donots            |
| Fantômas          | Pink as a Panther           | H-Blockx          |
| Fettes Brot       | Starsailor                  | Seeed             |
| Karamelo Santo    | The Hives                   | Sunterra          |
| New Model Army    | The Soundtrack of Our Lives | The Frames        |
| Slut              | Therapy?                    | Tocotronic        |
| The National      |                             |                   |
| Virginia Jetzt!   |                             |                   |

### 2006
| Freitag, 30. Juni  | Samstag, 1. Juli    |
| ------------------ | ------------------- |
| blackmail          | Art Brut            |
| IAMX               | Das Pop             |
| Jonas Goldbaum     | Gossip              |
| Mauracher          | Les Hommes Sauvages |
| Nova International | Maxïmo Park         |
| OK Go              | Shout Out Louds     |
| Polman Reisen      | Sofa Surfers        |
| The Flaming Lips   | Your Ten Mofo       |
| Tomte              |                     |

### 2010
|         | Freitag, 16. Juli                 |       | Samstag, 17. Juli |
| ------- | --------------------------------- | ----- | ----------------- |
| 12:30   | Jesus Christ Smokes Holy Gasoline | 12:30 | Superbutt         |
| 13:25   | Disco Ensemble                    | 13:25 | Turbosaat         |
| 14:40   | The Dawn                          | 14:40 | Zeronic           |
| 15:55   | K’s Choice                        | 15:55 | Garish            |
| 17:35   | Jet                               | 17:35 | Everlast          |
| 19:15   | New Model Army                    | 19:15 | Therapy?          |
| 21:00   | The Cranberries                   | 21:00 | Gossip            |
| 22:55   | Die Fantastischen Vier            | 22:55 | Faith No More     |
| Quelle: |                                   |       |                   |

### 2011
|         | Samstag, 16. Juli    |
| ------- | -------------------- |
| 13:15   | Golden Kanine        |
| 14:15   | Graveyard            |
| 15:20   | Kids In Glass Houses |
| 16:35   | 3 Feet Smaller       |
| 18:05   | Clawfinger           |
| 19:40   | The Levellers        |
| 21:25   | Airbourne            |
| 23:15   | The Pogues           |
| Quelle: |                      |

### 2012
|         | Samstag, 14. Juli |
| ------- | ----------------- |
| 14:00   | Fin               |
| 15:00   | Young Guns        |
| 16:05   | Therapy?          |
| 17:35   | Rea Garvey        |
| 19:05   | The Ting Tings    |
| 20:45   | Billy Idol        |
| 22:55   | Incubus           |
| Quelle: |                   |

### 2025 (REMEMBER Forestglade)
(Schloss Esterházy)
|         | Freitag, 11. Juli    |
| ------- | -------------------- |
| 14:45   | The Godfathers       |
| 15:45   | Dog Eat Dog          |
| 17:00   | K's Choice           |
| 18:35   | Therapy?             |
| 20:10   | H-Blockx             |
| 21:45   | The Sisters Of Mercy |
| 23:20   | Cypress Hill         |
| Quelle: |                      |